# 第27野戦砲兵連隊 (アメリカ軍)
第27野戦砲兵連隊（U.S.Army, 27th Field Artillery Regiment、27 FAR）は、1918年に編成されたアメリカ陸軍の野戦砲兵隊である。

## 歴史
1918年7月にアラバマ州フォート・マクレランの第9師団隷下の第27野戦砲兵隊として最初に編成された。1918年8月に制式化。第一次世界大戦の戦闘には参加せず、1919年2月に解隊。
1923年3月に再び第9師団隷下の第27野戦砲兵隊として再編成。1933年10月に第9師団の指揮下より外れる。
第二次世界大戦勃発後の1940年7月にケンタッキー州フォート・ノックスの第1機甲師団隷下の第27野戦砲兵大隊として再編成。1942年1月に第27機甲野戦砲兵大隊に改編。北アフリカ戦線のチュニジアの戦いやイタリア戦線を転戦した。
戦後、1946年5月に第1機甲師団指揮下より外れ、ドイツに駐留する第27保安戦隊として再編成。
1948年12月にドイツでの任務を終え、第1機甲師団隷下の第27機甲野戦砲兵大隊に名称が戻され、1951年3月にテキサス州フォート・フッドで再編成。
1959年3月に予備役の第27砲兵隊となったが、1963年2月に活動停止。
1971年9月に第27野戦砲兵隊として再編。
2005年10月に第27野戦砲兵連隊として再編。

## 概要
第27野戦砲兵連隊第3大隊は6連装ロケット砲を搭載したHIMARSを装備し、第18空挺軍団隷下の第18野戦砲兵旅団の主力攻撃部隊である。元はM270 MLRS運用部隊だったが高機動能力をもったHIMARSに取って変わられた。また重量物の空中投下能力を有し、空挺作戦に参加する事が可能。
第27野戦砲兵連隊第4大隊は第1機甲師団隷下でM109A6"パラディン"155mm自走榴弾砲を装備する自走榴弾砲部隊で、2011年には新型のM109A7を最初に試験運用した部隊であった。

## 現在の部隊構成
- 第27野戦砲兵連隊第3大隊（英語版）
- 第27野戦砲兵連隊第4大隊（英語版）